# Harilaid (eiland)
Harilaid (Duits: Harri, Zweeds: Grasö) is een onbewoond eiland binnen de territoriale wateren van Estland. Het ligt 4 kilometer ten westen van het veel grotere eiland Vormsi. Bestuurlijk valt het onder de plaats Förby in de gemeente Vormsi.

## Geografie
Het eiland heeft een oppervlakte van 15 ha. Het ligt in Hari Kurk, de zeestraat tussen de eilanden Hiiumaa en Vormsi. Het eiland is langgerekt; de afstand van de noordpunt tot de zuidpunt is 1,3 km. Oorspronkelijk bestond Harilaid uit twee eilanden, Kõrghari en Madalhari, die samengegroeid zijn. De bodem is rotsachtig; de vegetatie bestaat vooral uit gras (de Zweedse naam Grasö betekent ‘graseiland’) en jeneverbesstruiken. Op Kõrghari, het noordelijk deel, ligt het hoogste punt op 5,4 meter, op Madalhari, het zuidelijk deel, op 2,9 meter boven de zeespiegel.

## Geschiedenis
Het eiland werd voor het eerst genoemd in 1437 onder de naam Harge. In 1798 stond het bekend als Gressera laid of Harrislaid en in 1844 als Harri.
Omdat Harilaid ongeveer halfweg tussen Haapsalu en Kärdla op Hiiumaa ligt, was het eiland van oudsher een pleisterplaats voor reizigers die per schip de Hari Kurk overstaken en voor reizigers die dat in de winter over het ijs deden. In 1840 liet baron Ewald Alexander Andreas von Ungern-Sternberg, eigenaar van het landgoed Suuremõisa op Hiiumaa, op Harilaid een herberg bouwen. Vanaf het begin werd de herberg geëxploiteerd door de familie Kimberg, die ook de vuurtoren bediende. De familie vertrok in 1939 en woonde dus bijna 100 jaar op Harilaid.
In 1849 kreeg Harilaid een houten vuurtoren en in 1886 ook een baken. In 1940 werd de vuurtoren vervangen door een betonnen vuurtoren, die in 2006 is gemoderniseerd.
Vanaf de Tweede Wereldoorlog was tot 1992 een klein detachement van de Sovjet-kustwacht op Harilaid gelegerd. Ze liet een aantal gebouwen na, die nu in slechte staat verkeren.

## Foto's

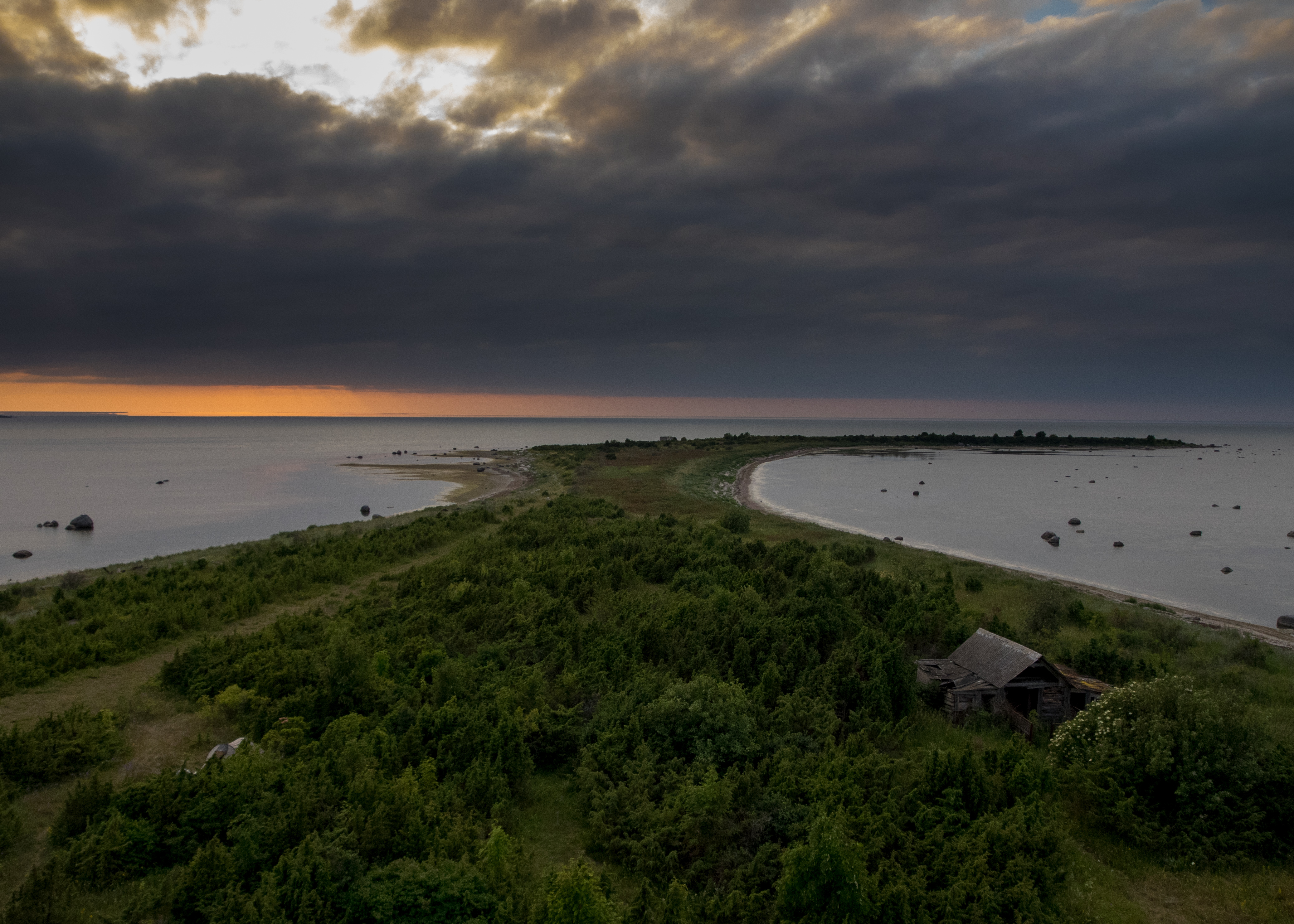
Het noordelijk deel van Harilaid
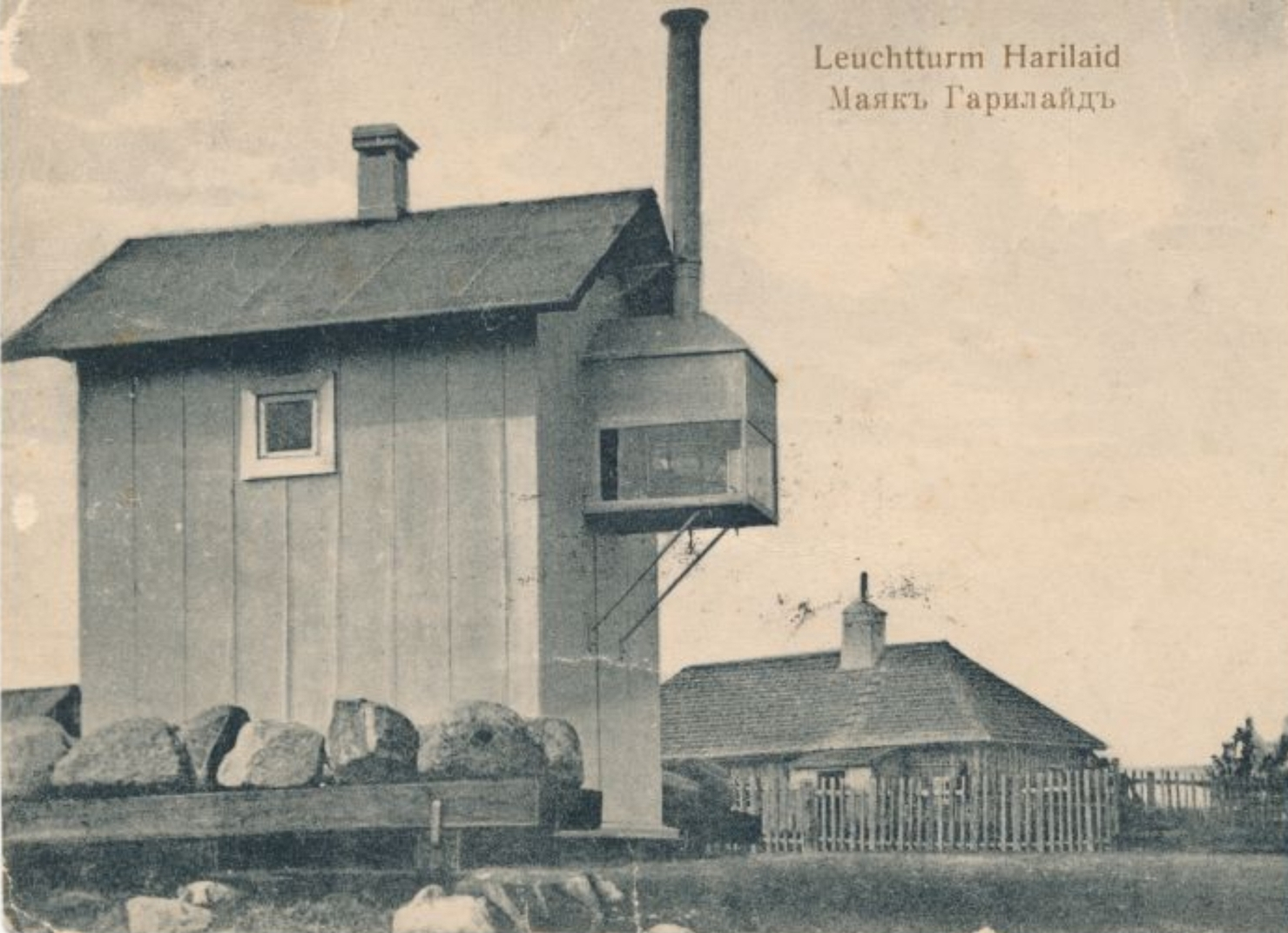
De vuurtoren in het begin van de 20e eeuw